# Sandra Šarić
Sandra Šarić, född 8 maj 1984 i Senj, Kroatien, är en kroatisk taekwondoutövare. Hon representerade Kroatien i VM i taekwondo 2003 i Garmisch-Partenkirchen, där hon vann silvermedalj i damernas –67 kg-klass och i OS 2008 i Peking, där hon vann bronsmedalj i damernas 67 kg-klass. Hon har även deltagit i OS 2000 i Sydney, men förlorade där mot sydkoreanskan Lee Sun-hee i finalen.